# Literatur Guatemalas
Die Literatur Guatemalas ist die (weit überwiegend) in spanischer Sprache verfasste Literatur Guatemalas. Ihre Themen sind weitgehend bestimmt durch Geschichte und Politik des mit etwa 17 Millionen Einwohnern bevölkerungsreichsten Landes Zentralamerikas: Bürgerkrieg und Diktatur, Gewalt der Grundbesitzer und Militärs, Guerilla und Exil, aber auch Religion, Mythen und Unterdrückung der Nachfahren der Maya nehmen breiten Raum ein. Im Zuge des Verstädterungsprozesses gewinnen in jüngster Zeit urbane Themen sowie Action- und Kriminalliteratur an Bedeutung.

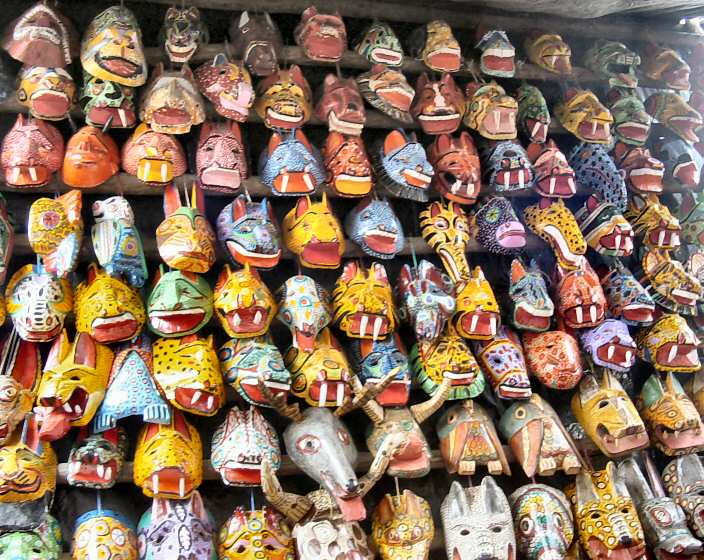
Tanzmasken, die bei der Aufführung des Rabinal Achí verwendet werden

## Indigene Traditionen
In der Literatur Guatemalas sind die Traditionen der Maya, die heute noch unter Ausgrenzung und Diskriminierung leiden, immer noch lebendig. Jedoch wurden zahlreiche Maya-Codices von den Spaniern zerstört. Die Mythen- und Liedersammlung des von Francisco Ximénez erhaltenen Popol Vuh, die aus Sicht der Quiché unter anderem von der Erschaffung der Welt berichtet, erschien in verschiedenen Übersetzungen und Bearbeitungen. Eine zentrale Rolle für die Maya-Gesellschaft spielt der Mais. Weil er verschiedene Farben haben kann: weiß, gelb, rot oder braun, sollen aus ihm die Menschen mit verschiedenen Hautfarben geschaffen worden sein. 
Mündlich wurden auch Legenden des Nationalhelden Tecun Uman, eines der letzten Qichéherrscher des 16. Jahrhunderts, überliefert. Auch en 1856 wiederentdecktes Tanzdrama, das sog. Rab'inal Achí-Ballett – wohl aus dem 15. Jahrhundert stammend – wurde mündlich in der Maya-Sprache tradiert und später in lateinischer Schrift fixiert. Es stellt einen Konflikt zwischen den Achí und den Quiché dar und wird heute regelmäßig mit musikalischer Begleitung in der Achí-Sprache in Rabinal aufgeführt. 2008 wurde es in die Liste des immateriellen UNESCO-Weltkulturerbes aufgenommen.
Neben dem Quiché, dem Achí und anderen Mayasprachen waren früher auch Nahuatl und Nawat (Pipil) als Verkehrssprachen verbreitet.

## Frühe Autoren
Guatemala war in der Kolonialzeit lange das einzige intellektuelle Zentrum Mesoamerikas. Während sich die Intellektuellen immer wieder mit der kirchlichen Zensur auseinandersetzen mussten, richtete sich der aufgeklärte Despotismus Karls III. gegen die jesuitische intellektuelle Elite in den Kolonien. Der guatemaltekische Dichter, Humanist und Jesuitenpriester Rafael Landivar (1731–1793) begab sich nach der Vertreibung der Jesuiten im Jahr 1767 nach Bologna ins Exil. 1782 erschien sein 15 Bücher umfassendes Poem Rusticatio Mexicana, eine Landschafts- und Naturbeschreibung Mexikos und Guatemalas und der Gewohnheiten seiner Menschen in lateinischer Sprache. Aus der späten Kolonialzeit stammen die Fabeln von Rafael García Goyena (1766–1823), der sich in der Unabhängigkeitsbewegung engagierte und dafür nur knapp dem Tode entging.
Nach den Wirren des Bürgerkriegs, der auf die Unabhängigkeit folgte, entwickelte der Dichter, Politiker und Ingenieur José Batres Montúfar in den 1840er Jahren den Plan für einen monumentalen hellenistischen Theaterbau, das Teatro Carrera oder Teatro Colón, der 1852 fertig gestellt wurde. José Milla y Vidaurre (1822–1882), ein konservativer Repräsentant des Costumbrismo, verfasste teils unter Pseudonymen die ersten historischen und costumbristischen Romane Guatemalas. 
Ein seinerzeit bekannter Vertreter des von Rubén Darío begründeten, an Europa orientierten Modernismo war der skandalumwitterte Prosaautor und Journalist Enrique Gómez Carrillo (1873–1927), der lange in Paris lebte, Russland und den Fernen Osten bereiste und Bücher aus dem Japanischen übersetzte. In Guatemala wurde er jedoch wegen seiner Unterstützung für den Diktator Manuel José Estrada Cabrera angefeindet und geriet später in Vergessenheit.

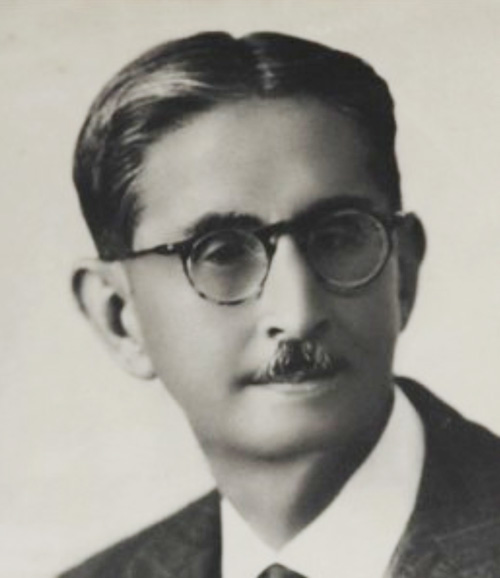
Rafael Arévalo Martínez im Alter von etwa 30 Jahren

## Die Generation 1910
Zur sogenannten Generation 1910, auch Generación del Cometa nach dem Halleyschen Kometen genannt, gehörten der Romanautor, Erzähler und Lyriker Rafael Arévalo Martínez (1884–1975), der sich vom Modernismo abwendete und in seinen Arbeiten erstmals aktuelle politische Probleme in satirischer und verfremdeter Form aufarbeitete, sowie Francisco Fernández Hall (1883–1941) und Carlos Wyld Ospina (1891–1956), der in seinem 1940 ins Deutsche übersetzten Entwicklungsroman „Pranke und Schwinge“ (La gringa) die Ausbeutung der Indios und insbesondere der Frauen unter der Diktatur Cabreras und angesichts einer von halbfeudalen Strukturen und der United Fruit Company dominierten autoritären Gesellschaft schilderte. Ein Organ dieser Autoren war die Zeitschrift Juan Chapin, die den Namen einer fiktiven Figur trägt.

## Magischer Realismus und Surrealismus

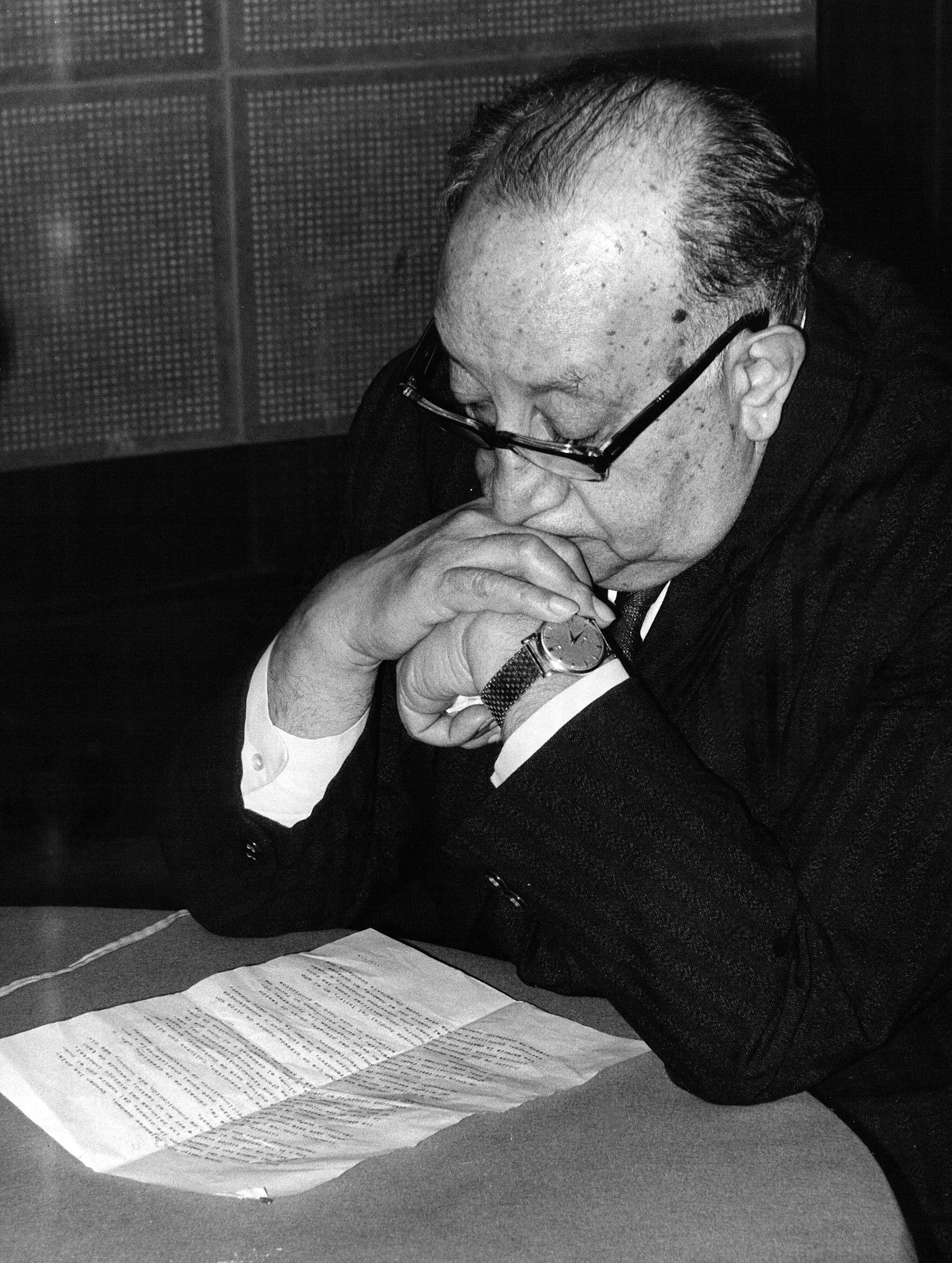
Miguel Asturias (1968)

Der herausragende Schriftsteller Guatemalas und Zentralamerikas ist Miguel Ángel Asturias (1899–1974), wichtigster Vertreter der Generation 1920. Beeinflusst wurde er durch den Surrealismus. Auch er kämpfte gegen Cabrera; zweimal musste er emigrieren. Er übersetzte das Popol Vuh ins Spanische. Zu seinen bekanntesten Werken gehören die „Legenden aus Guatemala“ (Leyendas de Guatemala, 1930). In „Die Maismänner“ (Hombres de maíz, 1949) knüpft er an den alten Schöpfungsmythos der Maya vom Mais an und spinnt ihn in einzelnen Geschichten über mehrere Jahrhunderte bis in die Neuzeit fort. In der sogenannten Bananen-Trilogie schildert Asturias die Ausbeutung der mittelamerikanischen Länder durch die allmächtigen Bananengesellschaften; „Sturm“ (Viento fuerte); „Der grüne Papst“ (El papa verde); „Die Augen der Begrabenen“ (Los ojos de los enterrados). 1966 erhielt Asturias den Leninpreis, 1967 den Nobelpreis für Literatur.

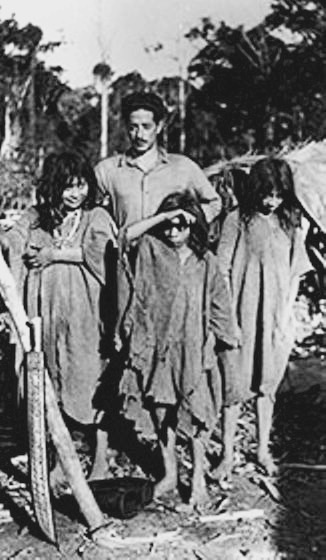
Mario Monteforte Toledo mit jungen Lacandonen, Nachkommen der Maya (1938)

1954 wurde nach einer zehnjährigen Phase der Demokratisierung auf Betreiben der USA eine Militärdiktatur etabliert. In Weekend in Guatemala, das 1956 in Buenos Aires erschien, schildert Asturias den vom CIA initiierten und finanzierten Sturz der Regierung Jacobo Árbenz Guzmáns. Dieser führte nach 1960 zum Bürgerkrieg, der erst 1966 zumindest formell beendet wurde. Viele Intellektuelle und Künstler wurden in dieser Zeit verfolgt und gingen ins Exil nach Mexiko. Dazu gehörten neben Miguel Ángel Asturias und Luis Cardoza y Aragón die Dichter und Essayisten Carlos Illescas (1918–1998) und Luis Cardoza y Aragón (1901–1992) sowie der Romanautor, Erzähler und Essayist Mario Monteforte Toledo (1911–2003), der ein Bewunderer der Maya-Kultur war und seine Werke teils aus indigener Perspektive verfasste. Im Exil in Salvador konstituierte sich die Bewegung dieser generación comprometida oder generación del 40 um den Lyriker Otto René Castillo, der 1967 im Guerillakampf bei lebendigem Leib verbrannt wurde. Sein Gedichtband „Selbst unter der Bitterkeit“ (Informe de una Injusticia) ist weithin bekannt; viele Menschen können die Gedichte auswendig zitieren. Er bedient sich einfacher Kontraste, um die sozialen Spannungen poetisch umzusetzen. Auch der Lyriker, Essayist und Erzähler Otto-Raúl González (1921–2007) musste (nach seiner ersten Emigration als studentischer Aktivist 1944) im Jahr 1954 zum zweiten Mal nach Mexiko ins Exil gehen. Er war aktiv in der Landlosenbewegung; etliche seiner provokativen politischen Gelegenheitsgedichte sind in ästhetischer Hinsicht fragwürdig.
Das Exil führt bei vielen Autoren jedoch zu einer Steigerung der literarischen Qualität und zu veränderten Erzählformen und -perspektiven, doch politische Themen wurden beibehalten. Jüngere Autoren emigrierten häufiger nach El Salvador.
Den Sturz des Reformpräsidenten Jacobo Arbenz durch das Außenministerium der USA, die CIA und die United Fruit Company schildert Asturias in dem Werk Week-end en Guatemala. In Hombres de maíz („Die Maismenschen“) ist der Magische Realismus ein konstituierendes Gestaltungselement. Asturias verzichtet dabei auf die Entwicklung einer indigenen Perspektive; für ihn steht der Kampf gegen den Neokolonialismus und für die gesellschaftliche Modernisierung im Vordergrund.
Unter surrealistischem Einfluss v. a. von Jorge Luis Borges und Franz Kafka steht auch die Prosa des in Honduras geborenen Augusto Monterroso (1921–2003). Er ist Verfasser von kunstvollen microrrelatos (Kürzestgeschichten, minificción), die manchmal nur aus einem einzigen Satz bestehen. Seine kürzeste Erzählung lautet: „Als er erwachte, war der Dinosaurier noch da.“ Monterrosso lebte die längste Zeit seines Lebens außerhalb Guatemalas, arbeitete im chilenischen Exil für Pablo Neruda und starb in Mexiko. In deutscher Sprache erschienen seine eleganten Fabeln Das schwarze Schaf (2011). 
1978 gründete Max Araujo die Gruppe RIN 78, zu der u. a. der Literaturwissenschaftler und Kritiker Francisco Albizúrez Palma (1938–2016) und der Literaturwissenschaftler und Erzähler Dante Liano (* 1948) gehörten. Mehrere ihrer Mitglieder wurden verfolgt und mussten ins Exil gehen. Liano erhielt 1991 den Nationalen Literaturpreis.

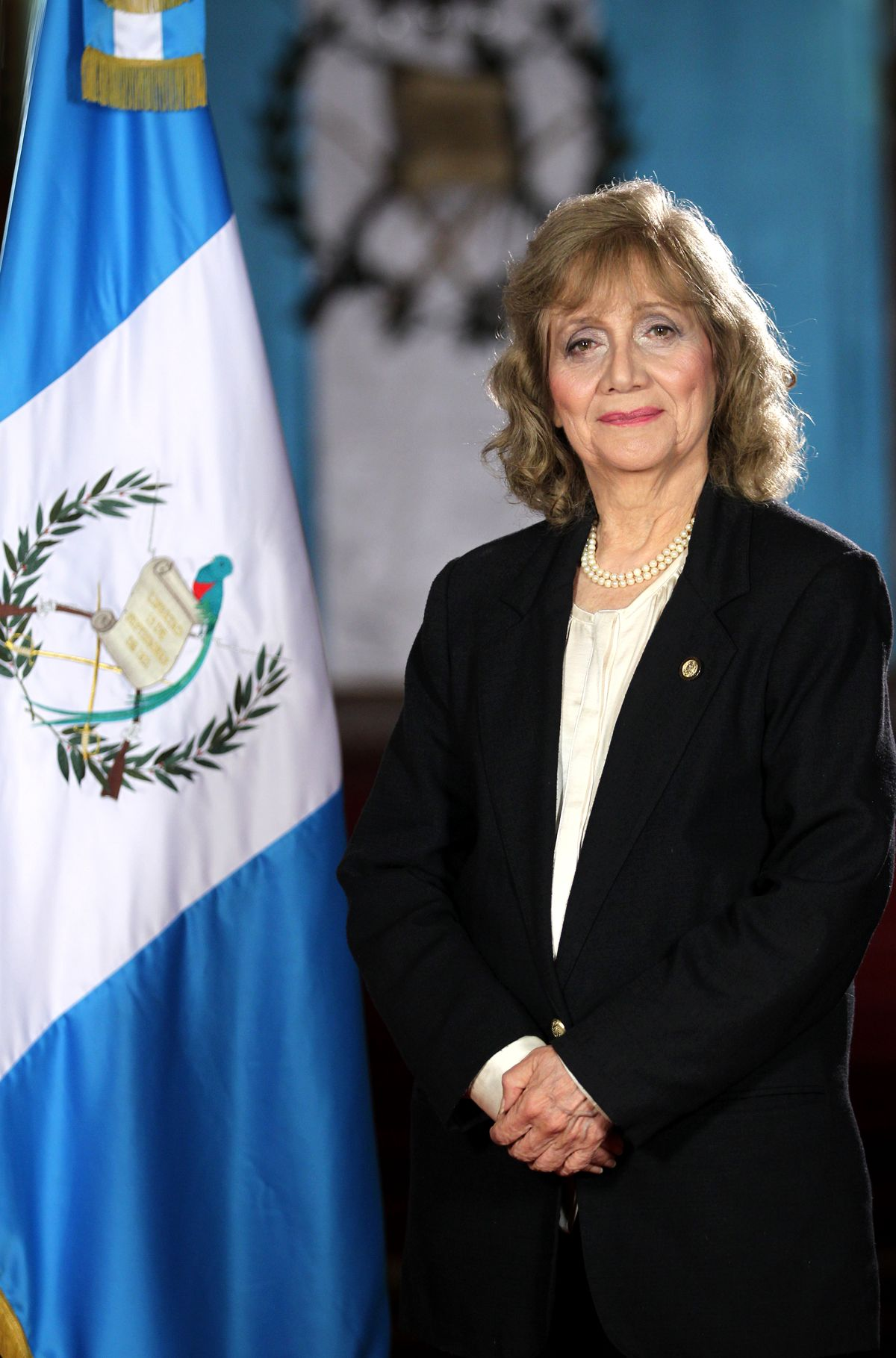
Ana Maria Rodas, Ministerin für Kultur und Sport 2015/16

Einen Skandal löste 1973 die Veröffentlichung der „Gedichte der erotischen Linken“ von Ana María Rodas (* 1937) aus. Die Lyrikerin Isabel de los Ángeles Ruano (* 1945) lebt heute als Mann und arbeitet als fliegender Händler. 2001 erhielt sie den Nationalpreis für Literatur.

## Zeit des Bürgerkriegs und der politischen Morde
Seit den 1980er Jahren stehen urbane Themen im Vordergrund, die mit der politischen Situation und den Menschenrechtsverletzungen dieser Zeit eng verwoben sind: Korruption der Eliten, Probleme der Jugend, Bandenkriege, das spurlose Verschwinden vieler Menschen, familiäre Konflikte. Konsequenterweise fordert der Romanautor Mario Roberto Morales (1947–2021), der in der Guerillabewegung mitkämpfte und nach Costa Rica deportiert wurde, wo er bis 1991 lebte, nicht nur eine Abkehr von der Idylle des Magischen Realismus und des Macondismo, welcher die Spuren des Kolonialismus ignoriere, sondern eine konsequente desmacondización. In seinen Romanen verbindet sich Autobiographisches mit experimentellen Ansätzen (Obraje, 1971). In La ideología y la lírica de la lucha armada (1994) zeichnet er ein Bild der Literatur Guatemalas während der zwanzigjährigen Kämpfe.
Ein Bestseller wurde das Buch En la mirilla del jaguar: Biografía novelada de Monseñor Gerardi (2001) von Margarita Carrera (1929–2018), die zuvor durch ihre Lyrik und Essays bekannt geworden war. Es handelt sich um eine Rekonstruktion der Ermordung eines Priesters. Arturo Arias (* 1950), der heute in den USA lebt und dort Zentralamerikanische Literatur an verschiedenen Universitäten lehrte, behandelt in seinen Romanen und Essays Zeitfragen wie die Folgen der Diktatur und das Flüchtlingsproblem, in seinen wissenschaftlichen Veröffentlichungen die oralen Überlieferungen und Traditionen der Maya, Zapoteken und anderer Völker Lateinamerikas. Seine Bücher wurden bisher noch nicht ins Deutsche übersetzt. 1990 erhielt er für sein erzählerisches Werk den Anna Seghers-Preis. Franz Galich (1951–2007), der später nach Nicaragua emigrierte, verfasste seinen ersten Roman 1995 über das Erdbeben von 1976, das das Land verwüstete, und seine sozialen Folgen. Zu der Autorengruppe, die sich um ihn bildete, gehört neben Ana Maria Rodas auch der Erzähler Víctor Muñoz (* 1950).
Rodrigo Rey Rosa (* 1958), der gegenwärtig vielleicht wichtigste Autor Guatemalas, emigrierte 1979, verbrachte viele Jahre in Europa und den USA sowie in Marokko und kehrte in den 1990er Jahren zurück. Er schreibt auf Action und Spannung ausgerichtete Kurzprosa und Romane, die sich vom Magischen Realismus abgrenzen und vom schwierigen Leben in den lateinamerikanischen Städten handeln. Sein Kriminalroman Los sordos (2012) (dt. „Die Gehörlosen“, 2016) behandelt die Konflikte zwischen dem staatlichen Justizsystem und der Selbstjustiz der Mayas. Auch „Die Henker des Friedens“ (dt. 2001) thematisiert die politischen Kämpfe und Verbrechen.

## Das 21. Jahrhundert: Die Post-Konflikt-Literatur
Nach dem Friedensabkommen 1996, das den über 30 Jahre andauernden Bürgerkrieg beendete, gründeten Javier Payeras (* 1974) und Simón Pedroza als Vertreter der Post-Konflikt-Generation das von Dada und der Beatnik-Generation beeinflusste Casa Bizarra als Experimentierraum für Literaten, Musiker und andere Protagonisten der guatemaltekischen Avantgarde, das bald in Konflikte mit der Polizei geriet und seine Aktivitäten auf die Straße verlegen musste. Payeras verfasste als Autor Lyrik, Kurzgeschichten und einen Roman mit deutlich autobiographischen Einschlag (Ruido de fondo 2003) sowie Essays. Zu den feministischen Aktivistinnen aus diesem Umfeld gehört die Performance-Künstlerin Regina José Galindo (* 1974). Der Schriftsteller und Publizist Francisco Alejandro Méndez (* 1964) behandelt in seinen postmodernen Erzählungen und Romanen Themen des urbanen und suburbanen Lebens in dem von Konflikten zerrissenen Land und wirkt als Literaturkritiker.
Zu den international bekannten Erzählern gehört vor allem Eduardo Halfon (* 1971), der aus einer jüdischen Familie stammt und seine Jugend in den USA verbrachte, wo er heute wieder lebt. Drei seiner Romane wurden ins Deutsche übersetzt („Der polnische Boxer“, 2014; „Signor Hoffman“, 2016; „Duell“, 2019). Im Mittelpunkt stehen traurige Familiengeheimnisse und die Bewahrung jüdischer Identität in der Diaspora. Arnoldo Gálvez Suárez (* 1982) verfasst Kurzgeschichten und Kriminalromane sowie Drehbücher. Sein Krimi „Die Rache der Mercedes Lima“ (dt. 2017) handelt von einem lange unaufgeklärten Mord zur Zeit des Bürgerkriegs Ende der 1980er Jahre, von dem der Sohn des Opfers vermutet, er sei politisch motiviert gewesen.
Zu den jüngeren Lyrikern zählt Marco Valerio Reyes Cifuentes (* 1978), dessen Werk Claustrofilia / Claustrophilia 2010 erschien.

## Indigene Literatur
Der indigene Autor Luis de Lión (auch: Luis de Lion oder de León; * 1940) gehört zu den 30.000 während des Bürgerkriegs der 1980er Jahre „Verschwundennen“. Er wurde 1984 vom Geheimdienst an einem unbekannten Ort ermordet. Sein Werk El tiempo principia en Xibalbá (1985) ist auch in englischer Sprache erschienen (Time Commences in Xibalba). 
In Quiché schreibt der unter Landarbeitern aufgewachsene indigene Schriftsteller Humberto Ak’abal (1952–2019) („Das Weinen des Jaguar“, dt. 2005).

## Literaturpreise
Der wichtigste Literaturpreis Guatemalas ist der Premio Nacional de Literatura de Guatemala „Miguel Ángel Asturias“, der seit 1988 vergeben wird. Unter den Prämierten waren bis 2019 nur fünf Frauen, darunter Margarita Carrera und die Lyrikerin Delia Quiñónez Castillo (* 1946). 2020 erhielt ihn der Erzähler José Luis Perdomo Orellana (* 1958), der lange in Mexiko im Exil gelebt hatte. Nach Luis de Lión wurde der Premio nacional de novela corta benannt, ein Preis für Kurzgeschichten. Ein weiterer Literaturpreis ist der Premio Guatemalteco de Novela, der auch an Ausländer vergeben wird.